# ضواحي المدينة
ضواحي المدينة (بالإنجليزية: City district)‏ هو نوع من أنواع التقسيم الإداري بروسيا (رايون) وباكستان وكرواتيا.
كما أنها ترجمة للكلمة الألمانية ستادتبيزيرك (بالألمانية: Stadtbezirk) والسويدية ستادسدل (بالسويدية: Stadsdel).